# Energienetze Offenbach
Die Energienetze Offenbach GmbH (ENO) betreibt das Strom-, Erdgas-, Wasser- und Fernwärmeverteilnetz in Stadt und Kreis Offenbach sowie in Teilen des Main-Kinzig-Kreises. Die ENO ist eine hundertprozentige Tochtergesellschaft der Energieversorgung Offenbach AG (EVO).

## Geschichte
Im Jahr 2006 schlossen sich die beiden Firmen Energieversorgung Offenbach AG und Mannheimer MVV Energie AG zur gemeinsamen Netzgesellschaft „Netrion“ zusammen.
Aus der Netzgesellschaft Netrion ging im Jahr 2013 die Tochtergesellschaft „Netrion Gasnetz Offenbach GmbH“ hervor.
Durch gesetzliche Forderungen des Energiewirtschaftsgesetzes (EnWG), das die Trennung von Netz und Vertrieb bei Energieversorgungsunternehmen vorschreibt, wurde die Firma zum 1. Juni 2016 von der Energieversorgung Offenbach AG ausgegliedert.
Zum 22. Juni 2016 firmierte die Gesellschaft in Energienetze Offenbach GmbH um.